# Wolfgang Baumann (Schwimmer)
Wolfgang Baumann (* 26. November 1939 in Bremen; † 27. August 2017 in Butzbach bei Frankfurt) war ein deutscher Schwimmer mit mehreren deutschen und europäischen Schwimmrekorden.

## Biografie
Baumann absolvierte die Wirtschaftsoberschule in Bremen. Er trainierte beim Bremer Schwimm-Club von 1885 (BSC) bei Trainer Karl-Walter Fricke (1912–2006) und vor wichtigen Kämpfen bis zu sechs oder sieben km täglich. Er war als Schwimmer sehr vielseitig in den Lagen Freistil, Schmetterling und Rücken.
Als 16-Jähriger stellte Baumann 1955 im Bremer Zentralbad mit 55,5 Sekunden über 100 Meter Freistil einen neuen Europarekord für 25-Meter-Hallenbahnen auf. Im April 1957 erzielte er zwei deutsche Schwimmrekorde: Die 100 Meter Kraul schwamm er in 56,2 s und er unterbot damit den seit 21 Jahren bestehenden Rekord um 6/10 Sekunden. Er schwamm am nächsten Tag die 100 Meter Schmetterling in 1:02,7 s und unterbot den bestehenden Rekord von 1:03,3 s. 1957 schwamm er im Bremer Zentralbad Europarekord über 100 Meter Kraul in 55,5 s.
Baumann und die 100-Meter-Kraulstaffel vom Bremer Schwimm-Club mit u. a. Horst Bleeker, Karl-Heinz Henfling, Hans Hirsch, Uli Rademacher und L. Thilo war in den 1950er/1960er Jahren von nationaler Bedeutung. Sie wurden auch allgemein die „Frösche“ genannt. Ein Jahrzehnt lang war deshalb das Bremer Zentralbad mit einer schnellen Bahn beliebter Austragungsort der Internationalen Schwimmfeste des BSC mit vielen Olympiasiegern und Weltmeistern.